# Jamie Uys
Jamie Uys, född 30 maj 1921 i Boksburg, dåv. Transvaal (i nuv. Gauteng), död 29 januari 1996 i Johannesburg, var en sydafrikansk filmskapare.
Jamie Uys är mest känd för att ha gjort filmen Gudarna måste vara tokiga samt dess uppföljare. 